# Lubāna kommun
Lubāna kommun (lettiska: Lubānas novads) var en kommun i Lettland. Den låg i den östra delen av landet, cirka 160 kilometer öster om huvudstaden Riga. Antalet invånare var 2 881. Arean var 347 kvadratkilometer.
2021 slogs kommunen samman med Madona kommun.
Följande samhällen fanns i Lubāna kommun:
- Lubāna